# Seetal

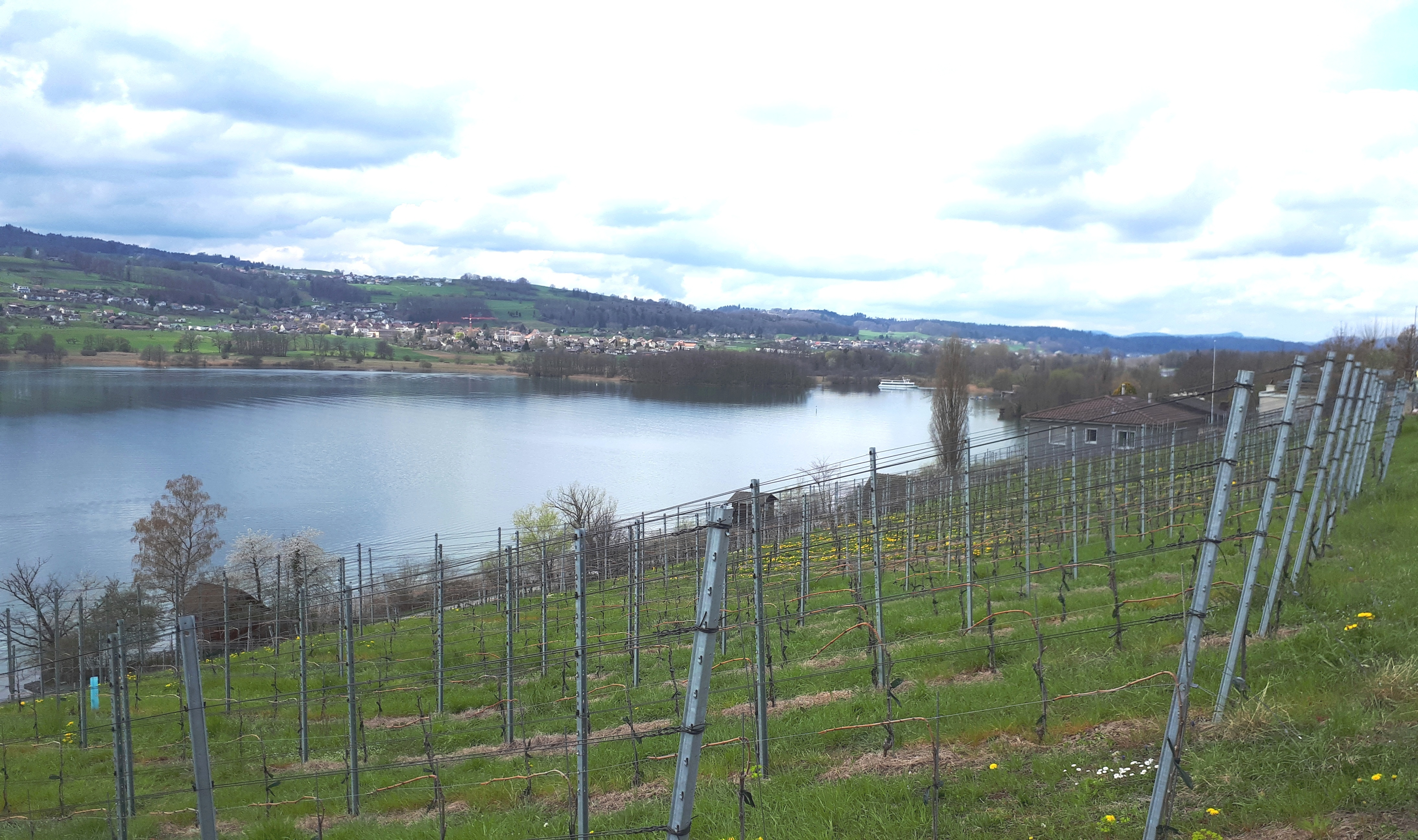
Weinbau am Hallwilersee

Das Seetal ist ein in Nord-Süd-Richtung verlaufendes Tal zwischen Emmen (nördlich der Stadt Luzern) und dem aargauischen Lenzburg in der Schweiz. Es unterteilt sich in das Aargauer Seetal und das Luzerner Seetal und wird geprägt durch zwei Seen, den Hallwilersee und den Baldeggersee. Das Tal wird durch den Aabach entwässert. Im Osten wird es durch den Höhenzug des Lindenbergs begrenzt.

## Geographie
Das Seetal gehört wie die benachbarten Täler, das Wynental im Westen und das Reusstal (Freiamt) im Osten, zu den von Südosten nach Nordwesten verlaufenden Tälern des zentralen Mittellandes, die von den eiszeitlichen Reuss- und Linthgletschern geschaffen worden sind. Charakteristisch dafür sind auch die vielen Rücken, auch Drumlins genannt, im Bereich des Baldeggersees, wie zum Beispiel der Herrenberg bei Ermensee oder der Kaiserstuhl bei Gelfingen. Auch Schotterablagerungen wie in Ballwil und Eschenbach oder Seon sind bezeichnend für eine von Gletschern geprägte Landschaftsform wie das Seetal.
Den Rahmen des Tales bilden zwei etwa 8 km voneinander entfernt verlaufende Hügelketten (Luftlinie von Anhöhe zu Anhöhe): im Westen die Erlose und der Homberg mit seiner Hügelkette, im Osten der Lindenberg und die Anhöhen der Rietenberg-Kette. Im Süden gibt es bei Eschenbach und Ballwil eine Wasserscheide, die das Tal der Reuss vom Seetal trennt, etwa 30 km nördlich davon endet das Seetal mit den Ausläufern der westlichen und östlichen Hügelketten im Unteren Aaretal.

## Gemeinden
Dem Aargauer Seetal gehören folgende 13 Gemeinden an: Beinwil am See, Birrwil, Boniswil, Dürrenäsch, Egliswil, Fahrwangen, Hallwil, Lenzburg, Leutwil, Meisterschwanden, Seengen, Seon und Staufen.
Dem Luzerner Seetal gehören folgende 9 Gemeinden an: Aesch, Ballwil, Ermensee, Eschenbach, Hitzkirch (mit Altwis, Gelfingen, Hämikon, Mosen, Müswangen, Retschwil und Sulz), Hochdorf, Hohenrain (mit Günikon, Lieli, Kleinwangen, Ferren, Ottenhusen und Oberebersol), Römerswil (mit Herlisberg) und Schongau.

## Weinbau
Das Seetal ist das älteste und grösste Weinbaugebiet im Kanton Luzern. Nachdem der Weinbau zu Beginn des 20. Jahrhunderts fast zum Erliegen gekommen ist, steigt die Anbaufläche seit den 1960er-Jahren kontinuierlich und beträgt heute 22 Hektar. Der Kanton Luzern förderte die Neubepflanzung der geschichtsträchtigen Hänge unterhalb des Schlosses Heidegg, wo 1952 wieder Reben gesetzt wurden. Die Rebflächen liegen an den auslaufenden Westhängen des Lindenbergs. Bekannt ist seit kurzem, dass die Region auch eine alte autochthone Rebsorte besitzt, den sogenannten Hitzkircher (eine natürliche Kreuzung aus Bondola x Completer). Seit 2005 ist Luzerner Wein durch die kontrollierte Ursprungsbezeichnung AOC geschützt.
Im Aargauer Seetal befinden sich die Rebflächen hauptsächlich am südwestlich ausgerichteten Hang am unteren Ende des Hallwilersees.

## Seetalbahn
Auf der ganzen Tallänge verkehrt zwischen Lenzburg und Luzern die Seetalbahn, welche zum Streckennetz der S-Bahn Luzern gehört. Einige Dörfer haben einen eigenen Bahnhof (oder vermehrt Haltestellen), die übrigen werden mit Buslinien erschlossen. Da die Bahn meistens direkt neben der Strasse verläuft, gab es bis in die 1990er-Jahre oft Unfälle. Mittlerweile werden oder sind viele unbewachte Bahnübergänge geschlossen oder mit Barrieren und Wechselblinksignalen gesichert.